# Liste der Baudenkmäler in Hösbach
Auf dieser Seite sind die Baudenkmäler in dem unterfränkischen Markt Hösbach zusammengestellt. Diese Tabelle ist eine Teilliste der Liste der Baudenkmäler in Bayern. Grundlage ist die Bayerische Denkmalliste, die auf Basis des Bayerischen Denkmalschutzgesetzes vom 1. Oktober 1973 erstmals erstellt wurde und seither durch das Bayerische Landesamt für Denkmalpflege geführt wird. Die folgenden Angaben ersetzen nicht die rechtsverbindliche Auskunft der Denkmalschutzbehörde.
 Diese Liste gibt den Fortschreibungsstand vom 15. April 2020 wieder und enthält 61 Baudenkmäler.

## Baudenkmäler nach Gemeindeteilen

### Hösbach
| Lage                                                                                     | Objekt                                  | Beschreibung | Akten-Nr.              | Bild                                 |
| ---------------------------------------------------------------------------------------- | --------------------------------------- | --- | ---------------------- | ------------------------------------ |
| Hauptstraße, neben der B 26 (Standort)                                                   | Bildhäuschen, sogenannte Weiße Helgen   | Aus Naturstein gemauert und verputzt, weiß getüncht, mit Satteldach aus Ziegeln abgeschlossen, an der Vorderseite eine rundbogige Nische, zweite Nische an der Seite              | D-6-71-130-14 Wikidata | weitere Bilder                       |
| Nähe Hauptstraße (Standort)                                                              | Bildstock                               | Mit gedrehtem Schaft und vierseitigem Aufsatz mit Nische, neugotisch, Sandstein, bezeichnet „1862“, erneuert 1935                                                                 | D-6-71-130-9 Wikidata  | Bildstock                            |
| Hauptstraße 45/49 (Standort)                                                             | Scheune im ehemaligen Pfaffenhof        | teilunterkellerter dreizoniger Fachwerkbau mit hohem Satteldach, im Bereich des Westgiebels versteinert, 1656/57 und 1659 (dendro.dat.)                                           | D-6-71-130-74          | BW                                   |
| Hauptstraße 55 (Standort)                                                                | Wohnhaus                                | Zweigeschossiges giebelständiges Fachwerkhaus, um 1800 | D-6-71-130-1 Wikidata  | Wohnhaus                             |
| Hauptstraße 57 (Standort)                                                                | Relief mit Kruzifixus                   | Sandstein, 17. Jahrhundert; in der Grundstücksmauer eingemauert | D-6-71-130-2 Wikidata  | Relief mit Kruzifixus                |
| Hauptstraße 81 (Standort)                                                                | Wohnhaus                                | Zweigeschossiger giebelständiger Satteldachbau auf hohem Sockelgeschoss, mit Fachwerkobergeschoss, 18./19. Jahrhundert                                                            | D-6-71-130-3 Wikidata  | weitere Bilder                       |
| Hauptstraße 81 (Standort)                                                                | Bildstock                               | Sockel und Schaft (erneuert), vierseitiger Aufsatz mit Nische und Rundbogenabschlüssen, Sandstein, bezeichnet „1687“                                                              | D-6-71-130-4 Wikidata  | BW                                   |
| Hauptstraße 93 (Standort)                                                                | Katholische Pfarrkirche St Michael      | Dreischiffige Hallenkirche mit eingezogenem Chor, neugotisch, 1906 geweiht; mit Ausstattung                                                                                       | D-6-71-130-5 Wikidata  | weitere Bilder                       |
| Hauptstraße 93; vor der Kirche (Standort)                                                | Standbild St. Johannes von Nepomuk      | 1748 | D-6-71-130-5 Wikidata  | weitere Bilder                       |
| Hauptstraße 93; vor der Kirche (Standort)                                                | Heiliger Michael                        | 1896 | D-6-71-130-5 Wikidata  | weitere Bilder                       |
| Hauptstraße 93, in der erneuerten Kirchhofmauer (Standort)                               | Sieben Grabmäler                        | Sandstein, 18. Jahrhundert | D-6-71-130-5 Wikidata  | weitere Bilder                       |
| Hauptstraße 101, eingemauert in die Westseite des Hauses Schöllkripper Str. 2 (Standort) | Bildstock, sogenanntes Faulhabershelgen | Vierkantschaft mit hausförmigem Aufsatz, Relief des Gekreuzigten, bezeichnet „1601“                                                                                               | D-6-71-130-57 Wikidata | weitere Bilder                       |
| Hauptstraße 107 (Standort)                                                               | Wohnhaus                                | Zweigeschossiges giebelständiges Fachwerkgiebelhaus, wohl 17. Jahrhundert | D-6-71-130-6 Wikidata  | Wohnhaus                             |
| Hauptstraße 108 (Standort)                                                               | Wohn- und Geschäftshaus                 | Zweigeschossiges giebelständiges Fachwerkhaus, Heimatstil, um 1930 | D-6-71-130-7 Wikidata  | weitere Bilder                       |
| Hauptstraße 120 (Standort)                                                               | Wohnhaus                                | Zweigeschossiges Fachwerkgiebelhaus, 18. Jahrhundert | D-6-71-130-8 Wikidata  | Wohnhaus                             |
| Kirchenstraße 9 (Standort)                                                               | Wohnhaus                                | Zweigeschossiges giebelständiges Fachwerkhaus, spätes 18. Jahrhundert | D-6-71-130-10 Wikidata | Wohnhaus                             |
| Kirchenstraße 22 (Standort)                                                              | Bildstockfragment                       | Mit Inschrift und bezeichnet „1739“, Sandstein, in die Grundstücksmauer eingemauert; darüber Sandsteinkartusche mit Relief Madonna mit Kind, ehemaliger Oberteil eines Grabsteins | D-6-71-130-11 Wikidata | weitere Bilder                       |
| Schöllkrippener Straße 7 (Standort)                                                      | Wohnhaus                                | Zweigeschossiger giebelständiger Satteldachbau mit Fachwerkobergeschoss, 1810 | D-6-71-130-12 Wikidata | Wohnhaus                             |
| Wenighösbacher Straße 2 (Standort)                                                       | Bildstock, sogenanntes Schäferhelgen    | Sockel aus Granitquadern gemauert, Aufsatz mit großer Nische und eingearbeitetem Relief, roter Sandstein, wohl 19. Jahrhundert, erneuert 1947, Sockel neu 1966                    | D-6-71-130-13 Wikidata | Bildstock, sogenanntes Schäferhelgen |

### Feldkahl
| Lage                                                                                       | Objekt                                                                           | Beschreibung | Akten-Nr.              | Bild               |
| ------------------------------------------------------------------------------------------ | -------------------------------------------------------------------------------- | --- | ---------------------- | ------------------ |
| Flurabteilung Konradsrück (Standort)                                                       | Bildstock, sogenanntes Steinernes Hellchen                                       | Auf Findling, etwa 1581; nicht nachqualifiziert | D-6-71-130-29 Wikidata | BW                 |
| Erlenbacher Straße 2 (Standort)                                                            | Säulenbildstock                                                                  | Schmaler hochrechteckiger Sockel mit Diamantmotiv, runder sich verjüngender Schaft, darauf vierseitiger Aufsatz mit Halbrundgiebeln und Bekrönungskreuz, Sandstein, bezeichnet „1688“ und „1821“ | D-6-71-130-15 Wikidata | weitere Bilder     |
| Erlenbacher Straße 10 (Standort)                                                           | Katholische Filialkirche St. Johannes von Nepomuk                                | Saalbau aus rotem Mainsandstein von 1822, Chor 1901, Portal bezeichnet „1946“ | D-6-71-130-16 Wikidata | weitere Bilder     |
| In der Waldabteilung Lange Hecke ()                                                        | Grenzstein                                                                       | Dreimärker, 1822 nicht nachqualifiziert, im Bayerischen Denkmal-Atlas nicht kartiert | D-6-71-130-28 Wikidata |                    |
| Heigenberg; Flurabteilung Spielacker, an der Straße nach Hösbach (Standort)                | Bildstock, sogenanntes Boppshellchen                                             | Geht auf Lothar Bopp zurück, gefaster Vierkantschaft und vierseitiger Aufsatz mit Reliefdarstellungen                                                                                            | D-6-71-130-25 Wikidata | BW                 |
| Heigenberg; an der Straße nach Hösbach, Flurabteilung Vorderer Heiligenberg (Standort)     | Steinkreuz, sogenanntes Sälzerkreuz, errichtet in Erinnerung an einen Salzfahrer | Mit Inschrift, aus rotem Sandstein | D-6-71-130-26 Wikidata | weitere Bilder     |
| Rottenberger Straße; Flurabteilung Koppelswiesen, an der Straße nach Rottenberg (Standort) | Bildstock, sogenanntes Kisthellchen                                              | Würfelsockel mit profilierter Platt, runder Schaft und vierseitiger Aufsatz, bezeichnet „1767“                                                                                                   | D-6-71-130-27 Wikidata | weitere Bilder     |
| Schimborner Straße 3 (Standort)                                                            | Wohnhaus                                                                         | Zweigeschossiges giebelständiges Fachwerkhaus auf Sandsteinquadersockel, um 1800 | D-6-71-130-18 Wikidata | weitere Bilder     |
| Schimborner Straße 10 (Standort)                                                           | Wohnhaus                                                                         | Zweigeschossiges Fachwerkhaus mit Satteldach, bezeichnet „1698“ und „1827“ | D-6-71-130-19 Wikidata | weitere Bilder     |
| Schimborner Straße 16; eingemauert (Standort)                                              | Kruzifix, wohl ehemals zu einer Kapelle gehörig                                  | Sandstein, zweite Hälfte 19. Jahrhundert | D-6-71-130-58 Wikidata | weitere Bilder     |
| Schimborner Straße 23 (Standort)                                                           | Wohnhaus                                                                         | Zweigeschossiges giebelständiges Fachwerkhaus, um 1800 | D-6-71-130-20          | weitere Bilder     |
| Schimborner Straße 26; Schimborner Straße 28 (Standort)                                    | Bauernhof, Doppelwohnhaus                                                        | Zweigeschossig mit Fachwerkobergeschoss und Satteldach, um 1800 | D-6-71-130-21 Wikidata | weitere Bilder     |
| Schimborner Straße 26; Schimborner Straße 28 (Standort)                                    | Bauernhof, Scheune                                                               | Satteldachbau mit Fachwerk und Stallteil, um 1800 | D-6-71-130-21 Wikidata | Bauernhof, Scheune |
| Schimborner Straße 76 (Standort)                                                           | Wohnhaus                                                                         | Zweigeschossiges Fachwerkhaus mit Satteldach, um 1800 | D-6-71-130-22 Wikidata | weitere Bilder     |
| Schimborner Straße 104 (Standort)                                                          | Bauernhof, Wohnhaus                                                              | Zweigeschossiges giebelständiges Fachwerkhaus auf Bruchsteinsockel, um 1800 | D-6-71-130-23 Wikidata | weitere Bilder     |
| Schimborner Straße 104 (Standort)                                                          | Bauernhof, Scheune                                                               | Fachwerkbau mit Stallteil, Satteldach, um 1800 | D-6-71-130-23 Wikidata | weitere Bilder     |
| Seewiesenstraße; Kirchweg, Ecke Seewiesenstraße (Standort)                                 | Kruzifix                                                                         | Altarähnlicher Sockel mit Inschrift, Kreuz mit gefasten Armen, Sandstein, bezeichnet „1878“ | D-6-71-130-17 Wikidata | weitere Bilder     |
| Seewiesenstraße 4 (Standort)                                                               | Gasthaus                                                                         | Zweigeschossiger giebelständiger Satteldachbau mit Fachwerkobergeschoss, um 1800 | D-6-71-130-24 Wikidata | weitere Bilder     |

### Rottenberg
| Lage                                                 | Objekt                                   | Beschreibung | Akten-Nr.              | Bild           |
| ---------------------------------------------------- | ---------------------------------------- | --- | ---------------------- | -------------- |
| Burgweg ()                                           | Bildstock, sogenanntes Buschhellchen     | 1774; nicht nachqualifiziert, im Bayerischen Denkmal-Atlas nicht kartiert                                                               | D-6-71-130-31 Wikidata |                |
| Georg-Blass-Straße 1 (Standort)                      | Säulenbildstock                          | Sockel mit rundem Schaft und kubischem Nischenaufsatz, ursprünglich mit Bekrönungskreuz aus Eisen, roter Sandstein, bezeichnet „1742“   | D-6-71-130-36 Wikidata | weitere Bilder |
| Georg-Blass-Straße 17 (Standort)                     | Wohnhaus                                 | Zweigeschossiger Satteldachbau mit Bruchsteinsockel und massivem Erdgeschoss, Fachwerkobergeschoss, 18. Jahrhundert                     | D-6-71-130-32 Wikidata | BW             |
| Georg-Blass-Straße 34 (Standort)                     | Katholische Pfarrkirche St. Antonius     | Neubarocker Bau von 1904 | D-6-71-130-33 Wikidata | weitere Bilder |
| Georg-Blass-Straße 34; vor dem Pfarrhaus (Standort)  | Kriegerdenkmal Mariensäule               | Mit brunnenartiger Umfassung, roter Sandstein, 1925                                                                                     | D-6-71-130-34 Wikidata | weitere Bilder |
| Georg-Blass-Straße 36 (Standort)                     | Pfarrhaus                                | Zweigeschossiger Walmdachbau im Heimatstil, bezeichnet „1921“                                                                           | D-6-71-130-35 Wikidata | weitere Bilder |
| Gräfenbergstraße (Standort)                          | Bildstockfragment                        | Teile der Achtkantsäule mit Inschrift und Aufsatz mit Kreuzigungsrelief, bezeichnet „1625“; in die Wand am Felsenkeller eingemauert     | D-6-71-130-37 Wikidata | BW             |
| Marienkapelle; an der Straße nach Sailauf (Standort) | Wallfahrtskapelle                        | Unverputzter Hausteinbau mit Walmdach und polygonalem Chor, an der Nordostecke Außenkanzel, bezeichnet „1785“                           | D-6-71-130-41 Wikidata | weitere Bilder |
| Ringstraße 4 (Standort)                              | Bildstock, sogenanntes Mederhellchen     | Gemauerter Sockel mit Ädikulaaufsatz mit Muttergottesbild, 19. Jahrhundert; ursprünglich frei stehend, dann in Haus integriert          | D-6-71-130-38 Wikidata | weitere Bilder |
| Ringstraße 17 (Standort)                             | Ehemaliges Schulhaus, dann Rathaus       | Eingeschossiger Fachwerkbau auf hohem Bruchsteinsockel, mit Halbwalmdach, 1812                                                          | D-6-71-130-59 Wikidata | weitere Bilder |
| Sailaufer Straße, Ecke Gräfenbergstraße (Standort)   | Bildstock, sogenanntes Bernhardshellchen | Gemauerter Sockel mit Inschriftenplatte, darüber rundbogiger Aufsatz aus Sandsteinquadern, 1892                                         | D-6-71-130-39 Wikidata | weitere Bilder |
| Sandkaut (Standort)                                  | Bildsäule des heiligen Antonius          | Vierkantsockel mit Inschrift und kubische Basis, darauf eine sich verjüngende Säule mit Antoniusfigur, Buntsandstein, bezeichnet „1734“ | D-6-71-130-30 Wikidata | weitere Bilder |

### Schmerlenbach
| Lage                                                     | Objekt | Beschreibung | Akten-Nr.              | Bild                 |
| -------------------------------------------------------- | --- | --- | ---------------------- | -------------------- |
| Schmerlenbacher Straße; Kr AB 22 (Standort)              | Kilometerstein | konusförmiger Rotsandstein mit flachkegeligem Kopf und Inschrift, 1. Hälfte 19. Jahrhundert                                                                                       | D-6-71-130-75          | BW                   |
| Schmerlenbacher Straße (Standort)                        | Sühnekreuz | Mit gefasten Kreuzbalken, Sandstein, spätmittelalterlich | D-6-71-130-62 Wikidata | weitere Bilder       |
| Schmerlenbacher Straße 6 (Standort)                      | Klostertor | Rundbogiges Tor mit Radabweisern und Fußgängerpforte, bezeichnet „1740“, darüber drei halbrunde Nischen mit Heiligenfiguren: St. Maria mit Kind, St. Benedikt und St. Scholastika | D-6-71-130-44 Wikidata | weitere Bilder       |
| Schmerlenbacher Straße 12 (Standort)                     | Klostergebäude | Dreigeschossige Walmdachbauten mit geohrten Fensterrahmungen, im 18. Jahrhundert erneuert, eines bezeichnet „1746“                                                                | D-6-71-130-42 Wikidata | weitere Bilder       |
| Schmerlenbacher Straße 12, im Klosterhof (Standort)      | Bildstock | Gemauerter zweigeschossiger Pfeiler, in jedem Geschoss vier Rundbogennischen, abgeschlossen durch ein modernes Kuppeldach aus Blech, wohl 18. Jahrhundert                         | D-6-71-130-42 Wikidata | weitere Bilder       |
| Schmerlenbacher Straße 12 (Standort)                     | Katholische Wallfahrtskirche St. Agatha, ehemalige Benediktinerinnenklosterkirche, nach Säkularisation 1803 ab 1812 Pfarrkirche | Einschiffiges Langhaus mit quadratischem, leicht eingezogenem Chor, Bau ab 1758/59, Restaurierung 1812 und 1902, neugotisches Türmchen; mit Ausstattung                           | D-6-71-130-43 Wikidata | weitere Bilder       |
| Schmerlenbacher Straße 12, südlich der Kirche (Standort) | Friedhof | | D-6-71-130-43 Wikidata | weitere Bilder       |
| Schmerlenbacher Straße 18 (Standort)                     | Ehemaliges Schulhaus | Zweigeschossiger traufständiger Satteldachbau mit seitlichem leicht vorspringendem Flügel, reduziert historistisch, um 1905                                                       | D-6-71-130-60 Wikidata | Ehemaliges Schulhaus |
| Wingertshecken (Standort)                                | Bildstock | Gemauerter Vierkantblock mit Nischenaufsatz, abgeschlossen mit Satteldächlein aus Ziegeln, bezeichnet „1715“, renoviert 1870, erneuert nach Sturmschaden 1953                     | D-6-71-130-45 Wikidata | Bildstock            |
| Wingertshecken; am Kreuz-Beineweg (Standort)             | Pietà | Auf altarähnlichem Sockel Vesperbild des 18. Jahrhunderts, Kreuz erneuert, Sandstein                                                                                              | D-6-71-130-46 Wikidata | BW                   |

### Wenighösbach
| Lage                            | Objekt                                                | Beschreibung | Akten-Nr.              | Bild                |
| ------------------------------- | ----------------------------------------------------- | --- | ---------------------- | ------------------- |
| Klinger ()                      | Bildstock                                             | nicht nachqualifiziert, im Bayerischen Denkmal-Atlas nicht kartiert                                                                    | D-6-71-130-55          |                     |
| Dorfstraße 13 (Standort)        | Bauernhof, Wohnhaus                                   | Zweigeschossiges giebelständiges Fachwerkhaus, bezeichnet „1807“, erneuert 1947                                                        | D-6-71-130-49 Wikidata | Bauernhof, Wohnhaus |
| Dorfstraße 13 (Standort)        | Bauernhof, Scheune, mit Stallteil                     | Massivbau mit Fachwerk und Satteldach, 19. Jahrhundert                                                                                 | D-6-71-130-49 Wikidata | BW                  |
| Dorfstraße 37 (Standort)        | Bauernhof, Wohnhaus                                   | Zweigeschossiger giebelständiger Krüppelwalmdachbau mit Fachwerkobergeschoss, spätes 18. Jahrhundert                                   | D-6-71-130-50 Wikidata | weitere Bilder      |
| Dorfstraße 37 (Standort)        | Bauernhof, Scheune                                    | Massivbau mit Satteldach, 19. Jahrhundert                                                                                              | D-6-71-130-50 Wikidata | Bauernhof, Scheune  |
| Dorfstraße 43 (Standort)        | Wohnhaus                                              | Zweigeschossiger giebelständiger Fachwerkbau mit Satteldach, um 1800                                                                   | D-6-71-130-51          | Wohnhaus            |
| Dorfstraße 53 (Standort)        | Wohnhaus                                              | Zweigeschossiges giebelständiges Fachwerkhaus auf Bruchsteinsockel, um 1800                                                            | D-6-71-130-52 Wikidata | Wohnhaus            |
| Hösbach (Standort)              | Bildstock                                             | Gefaster Vierkantschaft, vierseitiger Aufsatz mit kleiner Nische, Dreiecksgiebeln und Bekrönungskreuz, Sandstein, bezeichnet „1628“    | D-6-71-130-48 Wikidata | BW                  |
| St. Barbara-Straße 3 (Standort) | Katholische Pfarrkirche St. Barbara                   | Saalbau mit polygonalem Chor, unverputztes Bruchsteinmauerwerk, geweiht 1929, barockisierend                                           | D-6-71-130-53 Wikidata | weitere Bilder      |
| Bäumchensacker ()               | Zwei Bildstöcke                                       | nicht nachqualifiziert, im Bayerischen Denkmal-Atlas nicht kartiert                                                                    | D-6-71-130-54 Wikidata | Zwei Bildstöcke     |
| Wickgasse (Standort)            | Wegkreuz in Erinnerung an die Kriege 1866 und 1870/71 | Altarähnlicher Sockel mit Inschriftenplatte, breite Kreuzbalken aus rotem Sandstein, Korpus aus grauem Sandstein, Ende 19. Jahrhundert | D-6-71-130-47 Wikidata | BW                  |

### Winzenhohl
| Lage                           | Objekt                                  | Beschreibung | Akten-Nr.              | Bild |
| ------------------------------ | --------------------------------------- | --- | ---------------------- | ---- |
| Haibacher Straße (Standort)    | Bildstock, sogenannter Zilchenbildstock | Gemauerter Sockel über quadratischem Grundriss, leicht vorkragendes Nischenhaus, abgeschlossen mit Satteldach aus Blech | D-6-71-130-56 Wikidata | BW   |
| Haibacher Straße 83 (Standort) | Christusfigur                           | Rotsandstein, 18. Jahrhundert (vom ehemaligen Friedhofskreuz in Schmerlenbach) nicht nachqualifiziert                   | D-6-71-130-61 Wikidata | BW   |

## Ehemalige Baudenkmäler
| Lage                                  | Objekt                                                | Beschreibung                                                                | Akten-Nr.              | Bild |
| ------------------------------------- | ----------------------------------------------------- | --------------------------------------------------------------------------- | ---------------------- | ---- |
| Wenighösbach Dorfstraße 48 (Standort) | Ehemaliges Schul-, Rat- und Pfarrhaus, heute Wohnhaus | Zweigeschossiger Halbwalmdachbau in Hanglage mit Fachwerkobergeschoss, 1808 | D-6-71-130-63 Wikidata | BW   |